# Championnats d'Europe de pentathlon moderne 1993
Navigation
Édition précédente Édition suivante
Les Championnats d'Europe de pentathlon moderne 1993 se sont tenus à Sofia, en Bulgarie, pour les compétitions masculines, et à Györ, en Hongrie, pour les compétitions féminines.

## Podiums

### Hommes
| Épreuves    | Or                                               | Argent                    | Bronze                    |
| ----------- | ------------------------------------------------ | ------------------------- | ------------------------- |
| Individuel  | Royaume-Uni Richard Phelps                       | Hongrie László Fábián     | France Sébastien Deleigne |
| Par équipes | Hongrie László Fábián Attila Mizsér Ádám Madaras | Tchéquie                  | Russie                    |
| Relais      | Hongrie László Fábián Attila Mizsér Ádám Madaras | France Sébastien Deleigne | Bulgarie                  |

### Femmes
| Épreuves    | Or                                                  | Argent                                                            | Bronze                 |
| ----------- | --------------------------------------------------- | ----------------------------------------------------------------- | ---------------------- |
| Individuel  | Allemagne Kim Raisner                               | Russie Yelizaveta Suvorova                                        | Pologne Edyta Małoszyc |
| Par équipes | Allemagne Kim Raisner Sabine Krapf Gabriele Ginsner | Russie Yelizaveta Suvorova Katherina Boldina Tayana Chernetstkaya | Italie                 |